# Афазија
Афазија је губитак или поремећај већ стечених језичких способности проузрокован повредом на мозгу. Повреде на мозгу посебно често настају као последица можданих удара, али могу се јавити и као последица физичких повреда, тумора, деменције, инфективних обољења мозга (данас ретко) и услед других разлога.

## Начин испољавања афазија
У зависности од тога који део мозга повреда обухвата, пацијент који има афазију (афазичар) делимично или у потпуности губи једну или више језичких способности. Под језичким способностима подразумевају се: продукција спонтаног говора, разумевање говора, именовање, понављање, читање и писање. Понекад се код афазија могу јавити грешке које се јављају и код здравих људи (лапсуси, застајкивање у говору, особа не може да се сети речи), али се код афазија ове грешке јављају систематично и не треба их мешати са спорадичним грешкама.
Афазије такође могу бити праћене и поремећајима когнитивних функција: пажње, памћења и мишљења. Код афазичара често долази и до промена у некогнитивним аспектима личности. Они испољавају промене на нивоу понашања које су обично праћене различитим емоцијама и њиховим испољавањем. Овакве промене су последица фрустрација које се временом јављају код афазичара зато што је спречен да испуни најобичније животне задатке због тешкоћа у говору. Могу се јавити и симптоми депресије јер је афазичарима отежана комуникација са породицом и околином.
Поред говорних језика, и знаковни језици услед афазија могу бити оштећени. Знаковни језици такође представљају структуриране лингвистичке системе и имају фонолошки, морфолошки и синтаксички ниво. Самим тим, услед афазије, код особа које користе знаковни језик долази до сличних проблема као и код особа које користе говорни језик

## Врсте афазија
У зависности од тога који део мозга је повређен и које језичке способности су оштећене, издваја се неколико основних типова афазија:
1. Брокина афазија, коју карактерише поремећај продукције говора, али највећим делом очувано разумевање говора. До Брокине афазије долази услед повреде Брокине зоне, значајног језичког центра, који се налази у фронталном (чеоном) делу леве мождане хемисфере. Говор је код овог типа афазије испрекидан, са паузама, па због тога Брокина афазија спада у нефлуентне афазије (говор није течан). Јављају се проблеми са синтаксом, најчешће недостају граматичке речи (предлози, везници) и наставци (за род, време и сл.), док се изговарају лексичке речи (именице, глаголи, придеви). Оштећене су и способности понављања и именовања. Пацијент изговара речи са великим напором и говор је испрекидан (Сарно, 1998; Голубовић, 1996) Пример језичке употребе код Брокине афазије: Марија… видела… улица… поздравити…. ти Ми… јуче…јести… ручак… ресторан
2. Верникеова афазија огледа се у неспособности разумевања сопственог и туђег говора, иако је говор флуентан (продукција говора је очувана). До Веникеове афазије долази приликом оштећења Верникеове зоне, значајног језичког центра, који се налази у задњем делу темпоралног (слепоочног) режња леве мождане хемисфере. Пацијент с овом врстом афазије нема проблем са употребом граматичких речи, већ са употребом лексичких речи. Најчешће постоје проблеми и у читању и у писању, а оштећени су и понављање и именовање (Сарно, 1998; Голубовић, 1996). Пример језичке употребе код Верникеове афазије: Лекар: Шта сте радили јуче? Афазичар: Био сам на тобону (тобогану) у парку (на базену) са пријатељима, са пријатељима у парку. Лекар: Како су вам пријатељи? Афазичар: Било је пристојно (пријатно), било. Скакали смо са велике зграде (скакаонице).
3. Кондуктивна афазија је тип афазије код које су продукција и разумевање говора очувани, али је веома оштећена способност понављања (Сарно, 1998; Голубовић, 1996).
4. Глобална афазија је најтежи облик афазије због тога што код ње готово ниједна језичка способност није очувана (Голубовић, 1996).
5. Аномична афазија је најлакши облик афазије, али је аномија истовремено и једна од одлика готово свих других врста афазије. Код овог типа афазије јављају се проблеми са лексиком тј. са именовањем, а остале језичке способности су очуване (Сарно, 1998).

Иако је веома тешко у целини прихватити било коју класификацију афазија јер свака од њих има мањи или већи број недостатака, класификација је неопходна да би се могла успоставити дијагноза. Данас се највише користи класификација Бостонске школе. С обзиром на то да се исти или слични симптоми могу јавити код различитих типова афазија, а различити симптоми код истих типова афазија, приликом дијагностиковања афазије важно је класификације узети с резервом (Сарно, 1998; Ахлсéн, 2006).

## Успостављање дијагнозе
Приликом дијагностиковања афазије утврђује се који део мозга је повређен и које језичке способности су оштећене.
Повреде на мозгу утврђују се различитим техникама снимања мозга: компјутеризована томографија (ЦТ), магнетна резонанца (МРИ), функционална магнетна резонанца (фМРИ), електроенцефалографија (ЕЕГ) и магнетоенцефалографија (МЕГ) (Вуковић, 2010; Ахлсéн, 2006).
Језичке способности проверавају се клиничком проценом или/и тестовима који су пажљиво осмишљени тако да провере које језичке функције су очуване односно оштећене код пацијента: процена конверзацијског и спонтаног говора, процена аудитивног разумевања и репетитивног говора, процена номинације, процена читања и писања (Вуковић, 2010).

## Третман афазија и опоравак
Након утврђивања места повреде и симптома, одређују се третман и лечење. Логопедско-афазиолошки третман подразумева одређивање врсте третмана, као и начина (индивидуални или групни рад) и времена трајања третмана (Вуковић, 2010).
За све врсте афазија важи да је време битан фактор и веома је важно започети са третманом што раније. Оквирни временски период у којем може доћи до опоравка језика је шест месеци, али се најбољи резултати постижу у прва три месеца. Ако у том периоду не дође до делимичног или потпуног опоравка језика, тешки су изгледи да се изгубљене језичке способности поврате (Сарно, 1998).

### Приручници
- Primary Progressive Aphasia (PPA) Handbook (Northwestern University)
- Lass, Norman J. (1988). Handbook of Speech-Language Pathology and Audiology. St. Louis: Mosby-Year Book. ISBN 978-1-55664-037-7. OCLC 18543553.
- Kent, Raymond D. (1994). Reference manual for communicative sciences and disorders: speech and language. Austin, Tex: Pro-Ed. ISBN 978-0-89079-419-7. OCLC 28889985.

### Библиографске базе података
- MLA International Bibliography
- Linguistics Abstracts Online
- Linguistics and Language Behavior Abstracts Архивирано на веб-сајту  (17. јун 2014)
- Encyclopedia of the Human Brain
- PsycINFO

### Специјализоване Библиографије
- MD Consult
- Psychology and Behavioral Sciences Collection
- Health Reference Complete (Academic)

### Академске референце
- Dr. Kalina Christoff, The Cognitive Neuroscience of Thought Laboratory publication
- Chapey, Roberta (2008). Language intervention strategies in aphasia and related neurogenic communication disorders. Philadelphia: Wolters Kluwer/Lippincott Williams & Wilkins. ISBN 978-0-7817-6981-5. OCLC 173201745.
- Barresi, Barbara; Goodglass, Harold; Kaplan, Edith (2001). The assessment of aphasia and related disorders. Hagerstwon, MD: Lippincott Williams & Wilkins. ISBN 978-0-683-03604-6. OCLC 43650748.
- Coltheart, Max; Kay, Janice; Lesser, Ruth (1992). PALPA psycholinguistic assessments of language processing in aphasia. Hillsdale, N.J: Lawrence Erlbaum Associates. ISBN 978-0-86377-166-8. OCLC 221303581.
- Risser, Anthony H.; Spreen, Otfried (2003). Assessment of aphasia. Oxford [Oxfordshire]: Oxford University Press. ISBN 978-0-19-514075-0. OCLC 474049850.
- Tesak, Jürgen; Code, Christopher (2008). Milestones in the History of Aphasia: Theories and Protagonists (Brain Damage, Behaviour, and Cognition). East Sussex: Psychology Press. ISBN 978-1-84169-513-6. OCLC 165957752.
- Lapointe, Leonard L. (2004). Aphasia And Related Neurogenic Language Disorders. New York: Thieme Medical Publishers. ISBN 978-1-58890-226-9. OCLC 57071469.
- Byng, Sally; Duchan, Judith F.; Felson Duchan, Judith (2004). Challenging Aphasia Therapies: Broadening the Discourse and Extending the Boundaries. East Sussex: Psychology Press. ISBN 978-1-84169-505-1. OCLC 473789757.
- De Bleser, Ria, Ilias; Papathanasiou (2003). The sciences of aphasia from therapy to theory. Amsterdam: Pergamon. ISBN 978-0-585-47448-9. OCLC 53277297.

### Примери афазије
- Hale, Sheila (2002). The man who lost his language. London: Allen Lane. ISBN 978-0-7139-9361-5. OCLC 50099900.
- Mensh, Stephanie; Berger, Paul D.; Whitaker, Julian M. (2002). How to conquer the world with one hand-- and an attitude. Positive Power Pub. ISBN 978-0-9668378-7-2. OCLC 52445790.
- Cindy Greatrex (2005). Aphasia in the Deaf Community..
- Dardick, Geeta (1991), Prisoner of Silence, Reader's Digest, June issue